# Вест-Бромвіч Альбіон
«Вест-Бромвіч Альбіон» (англ. «West Bromwich Albion Football Club»; також відомий як «West Brom», «The Baggies», «Albion», «The Throstles», «W.B.A.») — англійський футбольний клуб з міста Вест-Бромвіч. Заснований 1878 року. Домашні матчі проводить на стадіоні «Готорнс». Кольори клубу — синьо-білі.

## Історія

### Кінець XIX століття
Клуб був заснований в 1878 году робітниками Західного Бромвіча з Salter’s Spring Works як «Вест-Бромвіч Строллерз». Лише через два роки, в 1880, клуб отримав назву «Вест-Бромвіч Альбіон», хоча вболівальники часто скорочують його до «ВБА». Через пять років, в 1885, команда отримала професійний статус, а в 1888 став одним з клубів-засновників Футбольної ліги Англії. В тому ж 1888 «Вест-Бромвіч Альбіон» завоював свій перший трофей — Кубок Англії. В 1892 клубу вдалось повторити успіх і виграти другий кубок, а також встановити до цього часу не побитий рекорд, розгромивши в регулярному чемпіонаті «Дарвен» з різницею в дванадцять мячів (12:0).

### Перша половина XX століття
З початку 1900 «Вест Бромвіч» проводить свої домашні матчі на стадіоні «Готорнс». «Альбіон» провів достатньо велику кількість часу в вищому дивізіоні англійської першості, але при тому клуб лише одного разу ставав чемпіоном вищого дивізіону чемпионату Англії — в сезоні 1919/20. Став чемпіоном в перший (і поки останній) раз, клуб побив рекорди по кількості очок (60) і голів (104) за сезон. В тому ж 1920 «Вест-Бромвічу» вперше вдалось виграти Суперкубок Англії. В 1925 клуб зайняв друге місце в турнірній таблиці, але через сезон команда покинула вищю лігу. В сезоні 1930/31 «Вест-Бромвіч» оформив своєрідний дубль, повернувшись в еліту англійського футболу і знову виграв національний кубок (такого успіху не досягала поки що ні одна англійська команда).

### Друга половина XX століття
Найкращий склад в своїй історії «Вест-Брому» вдалось зібрати в 50-х роках. В сезоні 1953/54 клуб завоював срібло в першому дивізіоні і виграв свій четвертий Кубок Англії. Ту команду в англійській пресі прозвали «командою століття», а деякі газети всерйоз пропонували в повному складі, в якості збірної Англії, відправити ії на чемпіонат світу 1954. В 1966 клуб завоював новий для себе трофей, перемігши в Кубку Футбольної ліги. Черговий успіх чекав команду лише в 1968, коли клубу вдалось виграти свій пятий Кубок Англії. З початку 1980-х досягнень було менше, і команда почала занепадати, а з 1986 по 2002 «Вест-Бромвіч Альбіон» взагалі не брав участі в чемпіонаті вищого дивізіону англійського футболу.

### Початок XXI століття
В 2002 під керівництвом англійського тренера Гаррі Мегсона клуб повернувся в Премєр-лігу. Але «Вест-Бромвічу» не вдалось закріпитися в Прем'єр-лізі і команда вибула з турніру, хоча через сезон змогла повернутися в АПЛ. В сезоні 2004-05 клуб під керівництвом свого колишнього гравця Брайяна Робсона зміг озалишитися в Прем'єр-лізі недивлячись на те, что до Різдва клуб йшов на останньому місці в турнірній таблиці. Недивлячись на цей успіх «Вест-Бромвіч» все рівно покинув Прем'єр-лігу через рік. В 2006 на пост головного тренера був запрошений Тоні Моубрей, якому вдалось з другої спроби виграти Чемпіоншип, а також довести клуб до півфіналу Кубку Англії. Сезон 2009-10 клуб знову провів в Чемпіоншипі, але чемпіонат для команди пройшов успішно (2-е місце), і в наступному сезоні «Вест-Бромвіч» знову отримав право виступати в Прем'єр-лізі. В сезоні 2017-18 «дрозди» зайняли 20-е місце в Прем'єр-лізі і знову вибули до Чемпіоншипу. За підсумками сезону 2018/19 клуб посів 4-е місце в Чемпіоншипі і вийшов до плей-оф, але програв в 1/2. В наступному сезоні команда посіла в Чемпіоншипі друге місце і через два сезони повернулась в Прем'єр-лігу.

## Досягнення
Чемпіонат Англії:
- Перше місце (1): 1919/1920
- Друге місце (2): 1924/1925, 1953/1954

Кубок Англії:
- Володар (5): 1887/1888, 1891/1892, 1930/1931, 1953/1954, 1967/1968
- Фіналіст (5): 1885/1886, 1886/1987, 1894/1895, 1911/1912, 1934/1935

Кубок англійської ліги:
- Володар (1): 1965/1966
- Фіналіст (2): 1966/1967, 1969/1970

Суперкубок Англії:
- Володар (2): 1920, 1954
- Фіналіст (2): 1931, 1968

Кубок УЄФА:
- Чвертьфіналіст (1): 1978/1979